# Gusarstvo
Gusarstvo je piratstvo, ki ga neka država uporablja v vojaške namene. Za razliko od piratov gusarji niso smatrani za kriminalce. Včasih se zanje uporablja tudi ime privatniki.